# 중국의 몰락
중국의 몰락 ( The Coming Collapse of China ) 은 고든 창이 2001년에 쓴 저서로 중국공산당이 중국 문제의 뿌리이며 중국이 2011년에 몰락할 것이라고 예언하였다.  2011년이 다가오자 고든은 그의 예견이 실패하였으며, 1년 뒤인 2012년에 해외 정책으로 인해 중국공산당이 붕괴할 것이라고 예언하였다.  그의 예언은 수포로 돌아갔으며,  언론에서 꼽은 "그 해의 10개의 최악의 예언" 에 두번 뽑히게 되었다.